# 切尔克西亚
切尔克西亚（俄语：Черке́сия）位于俄罗斯北高加索，大概在今天卡巴尔达-巴尔卡尔共和国与阿迪格共和国。这里居民多数是切尔克斯人。
俄国在18世纪后入侵高加索，在亚历山大二世招降失败后大举发兵这里。切尔克斯人四散至土耳其、约旦、叙利亚、伊拉克、黎巴嫩、科索沃、埃及与以色列。稍后去更远的德国、荷兰、美國。